# كشلو خان
کوچلُک خان كان زعيما لقبائل نايمان. تمكن من فتح الدولة القراخطائية بمساعدة محمد خوارزم شاه الثاني سنة 607 هـ. بعد ذلك حكم على الدولة القراخطائية من 1211–1218م حتى هُزم أمام المغول.